# Измирский метрополитен
Измирский метрополитен (тур. İzmir metrosu) — система линий метрополитена в г. Измир (Турция).

## История
К 1990 году стало очевидно, что существующая система общественного транспорта в Измире уже не может обеспечивать потребности растущего населения города. Строительство началось в 1995 году и было успешно завершено примерно за 4 года. Метрополитен был открыт 22 мая 2000 года в тестовом режиме, а 25 августа 2000 начата регулярная эксплуатация. На сегодняшний день общая стоимость системы составила 600 млн долларов США. В состав первой линии метро частично вошла железнодорожная ветка до района Борнова.

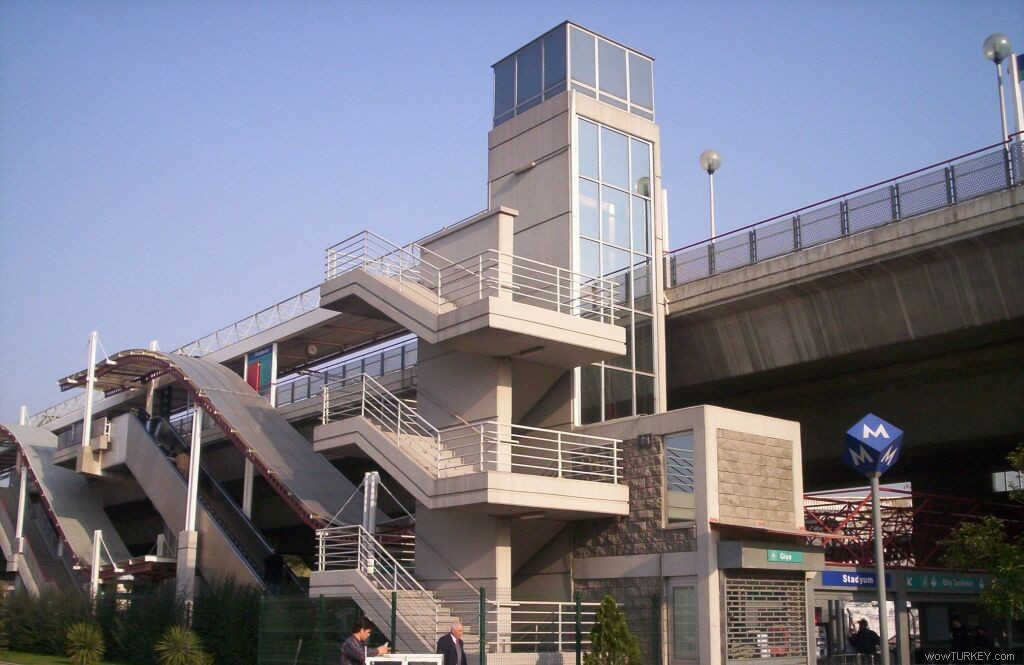
Станция Стадиум

## Станции
Система состоит из одной линии, на которой находятся 17 станций:
- «Фахреттин Алтай» (тур. Fahrettin Altay) — открыта 27 июля 2014 года
- «Полигон» (тур. Poligon) — открыта 27 июля 2014 года
- «Гёзтепе» (тур. Göztepe) — открыта 25 марта 2014 года
- «Хатай» (тур. Hatay) — открыта 29 декабря 2012 года
- «Измирспор» (тур. İzmirspor) — открыта 29 декабря 2012 года
- «Учйол» (тур. Üçyol) — открыта 25 августа 2000 года
- «Конак» (тур. Konak) — открыта 25 августа 2000 года
- «Чанкая» (тур. Çankaya) — открыта 25 августа 2000 года
- «Басмане» (тур. Basmane) — открыта 25 августа 2000 года
- «Хилал» (тур. Hilal) — открыта 25 августа 2000 года
- «Халкапынар» (тур. Halkapınar) — открыта 25 августа 2000 года
- «Стадюм» (тур. Stadyum) — открыта 25 августа 2000 года
- «Санайи» (тур. Sanayi) — открыта 25 августа 2000 года
- «Бёлге» (тур. Bölge) — открыта 25 августа 2000 года
- «Борнова» (тур. Bornova) — открыта 25 августа 2000 года
- «Эгейский университет» (тур. Ege Üniversitesi) — открыта 30 марта 2012 года
- «Эвка-3» (тур. Evka 3) — открыта 30 марта 2012 года